# سوزان عليوان
سوزان عليوان شاعرة قصيدة نثر لبنانية، ورسامّة، وُلِدَتْ في 28 سبتمبر 1974 في بيروت، من أب لبناني وأم عراقية الأصل. بسبب الحرب في وطنها، قضت سنوات الطفولة والمراهقة بين اسبانيا وباريس والقاهرة. تخرجت عام 1997 من كلية الصحافة والإعلام من الجامعة الأمريكية بالقاهرة.
تعيش الآن في وطنها الأُم بيروت
ترجم کاوه خضری قسما من اشعارها الی الفارسیة وسیتم نشرها ضمن مجموعة معنونة ب«از رگ به رگ انتظار» التی ستنتشرها قریبا مطبعة گلاذین فی طهران.

## أعمالها
صدر لها في طبعات خاصة ومحدودة:
- عصفور المقهى 1994.
- مخبأ الملائكة 1995.
- لا أشبه أحدًا 1996.
- شمس مؤقتة 1998.
- ما من يد 1999.
- كائن اسمه الحب 2001.
- مصباح كفيف 2002.
- لنتخيّل المشهد 2004.
- كراكيب الكلام 2006
- بيت من سكّر (مختارات، ضمن سلسلة «آفاق عربيّة» عن الهيئة العامة لقصور الثقافة) 2007
- كل الطرق تؤدي إلى صلاح سالم 2008
- ما يفوق الوصف 2010
- رشق الغزال 2011
- معطف عّلق حياتة عليك 2012
- أطلقت تسعة دواوين شعرية دفعة واحدة في العام 2024 هي : "شارع نصف القمر"، "الجافية"، "مرثيّة ندفة الثلج"، "قمصان واسعة على وحدتي"، "بريد باريس"، "دفتر محصّل الدموع"، "حزن بزرقة الدموع"، "كوكب في حفرة الغولف"، "أمشي على كلمات الرمل".[3]

## وصلات خارجية
- الموقع الرسمي للشاعرة سوزان عليوان
- صفحة سوزان عليوان على موقع أبجد
- صفحة اقتباسات سوزان عليوان على  موقع أبجد